# 喹啉
喹啉（英語：Quinoline），也叫做苯并吡啶、氮杂萘，是一种杂环芳香性有机化合物，化学式为C9H7N。它是一种具有强烈臭味的无色吸湿性液体。
如果喹啉暴露在光下，会慢慢变成淡黄色，进一步变成棕色。喹啉微溶于水，但是易溶于很多有机溶剂。
喹啉是冶金、染料、聚合物以及农用化学品工业的重要中间体。它也可以用作消毒剂、防腐剂以及溶剂。
喹啉是有毒性的，短时间暴露在喹啉蒸汽中会导致鼻子、眼睛和呼吸道被腐蚀，也可能导致头昏和恶心。大鼠动物实验指出，经口或注射的喹啉暴露可能导致肝脏肿瘤
或淋巴瘤。

## 分离与合成
喹啉自然存在于煤焦油里面，于1834年首次由F. Runge萃取得到。喹啉也可以由多种方式人工制得。
- 库姆斯喹啉合成（Combes quinoline synthesis）：使用苯胺和β-二酮[3]

- 康拉德-利姆帕赫喹啉合成（Conrad-Limpach quinoline synthesis）：使用苯胺和β-酮酯[4]

- 多布纳-米勒反应（Doebner-Miller reaction）：使用苯胺和α,β-不饱和羰基化合物。

- 弗里德兰德合成（Friedländer synthesis）：使用2-氨基苯甲醛和乙醛[5]

- 斯克劳普喹啉合成（Skraup synthesis）：使用硫酸亚铁、丙三醇、苯胺、硝基苯和硫酸

- 波瓦罗夫反应：使用苯胺、苯甲醛和一个活化过的烯烃
- Camps喹啉合成：使用邻-酰氨基苯乙酮和氢氧化物

## 应用及衍生物用途
喹啉被用以合成染料、羟氯喹和烟酸，也同样被用作树脂和萜烯的溶剂，喹啉最主要的用途是生产其他的特种化学品。
根据一份2005年发表的报告指出，喹啉每年的产量大约为4吨。它的主要用途是作为8-羟基喹啉的前驱体，后者是一种多用途的螯合剂和杀虫剂前驱体。
喹啉的2/4-甲基取代物是合成花青染料的前驱体，喹啉氧化后得到喹啉酸（吡啶-2,4-二甲酸），一种商品名为“Assert”的除草剂前驱体。
在乙酸存在时可以用硼氢化钠还原喹啉来合成1-乙基-1,2,3,4-四氢喹啉（Kairoline M）。
喹啉有数种抗疟疾衍生物，包括奎宁、氯喹、阿莫地喹和伯氨喹。
喹啉可通过多种催化系统对映选择性地催化还原为四氢喹啉。

## 环境标准
前苏联车间空气中有害物质的最高容许浓度 0.5{\displaystyle mg/m^{3}}
前苏联(1975)水体中有害物质最高允许浓度 0.5{\displaystyle mg/L}

## 备注
1. ↑  JJCREP Japanese Journal of Cancer Research(Elsevier Science Pub. BV, POB 211,1000 AE Amsterdam, Netherlands).78,139,1987
2. ↑  CNREA8 Cancer Research(Public Ledger Building, Suit 816, 6th & Chestnut Sts.Philadelphia, PA 19106).36,329,1976